# Eugenia axillaris
Eugenia axillaris är en myrtenväxtart som först beskrevs av Olof Swartz, och fick sitt nu gällande namn av Carl Ludwig von Willdenow. Eugenia axillaris ingår i släktet Eugenia och familjen myrtenväxter.

## Underarter
Arten delas in i följande underarter:
- E. a. axillaris
- E. a. cozumelensis

## Bildgalleri

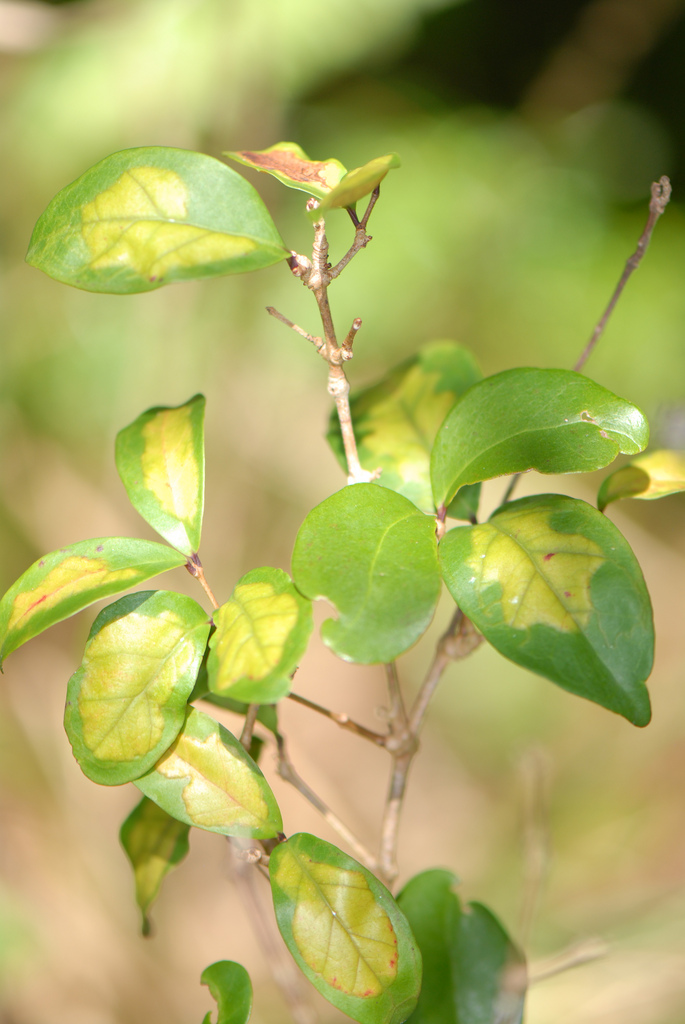
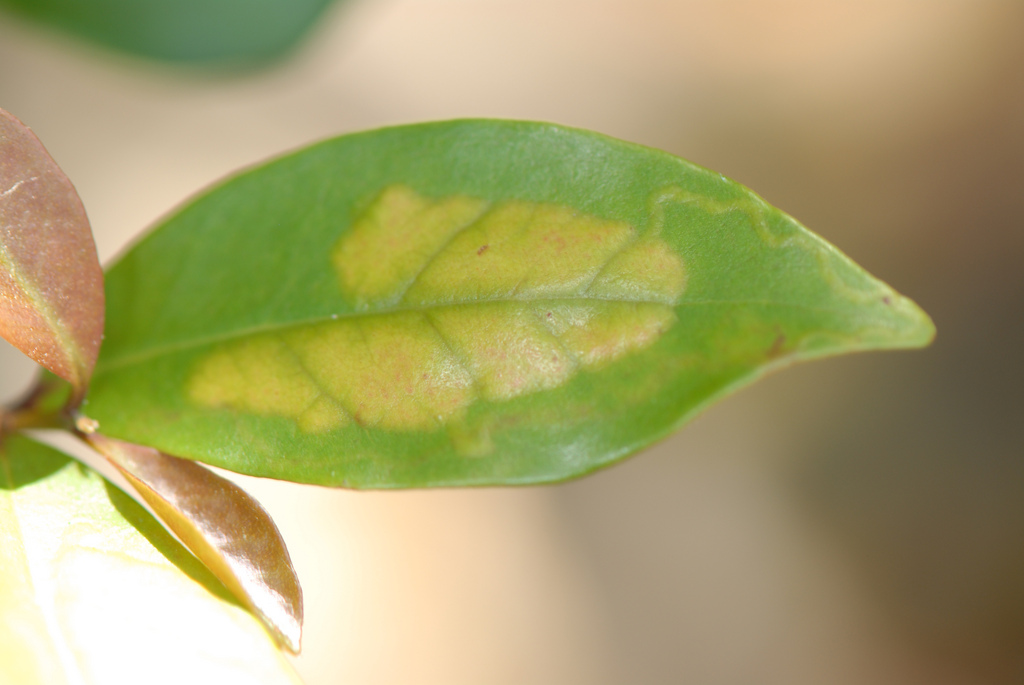
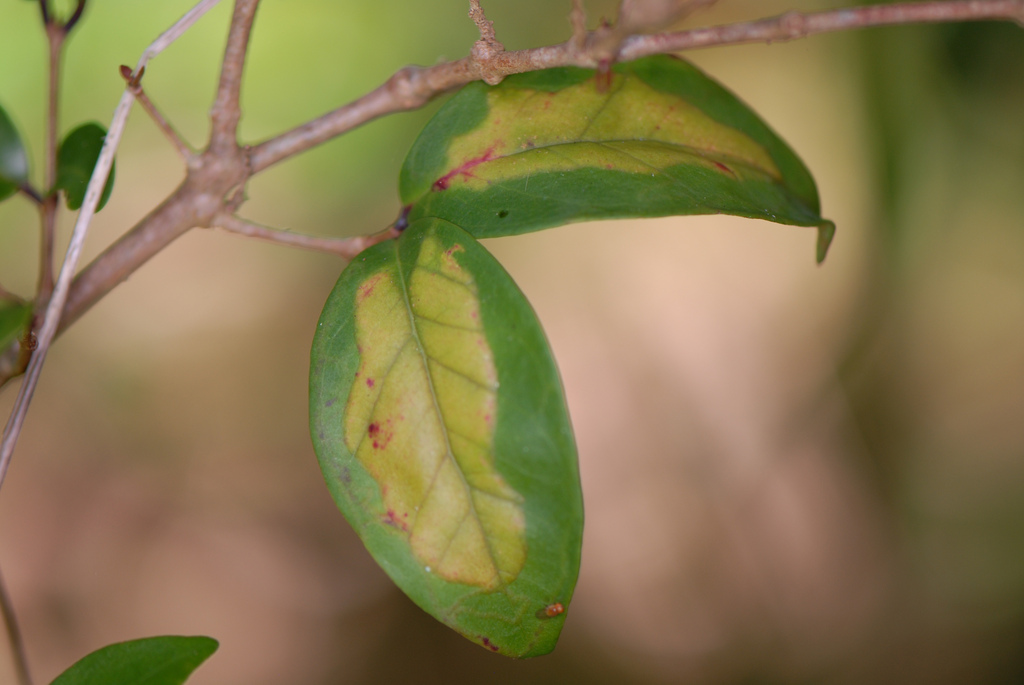
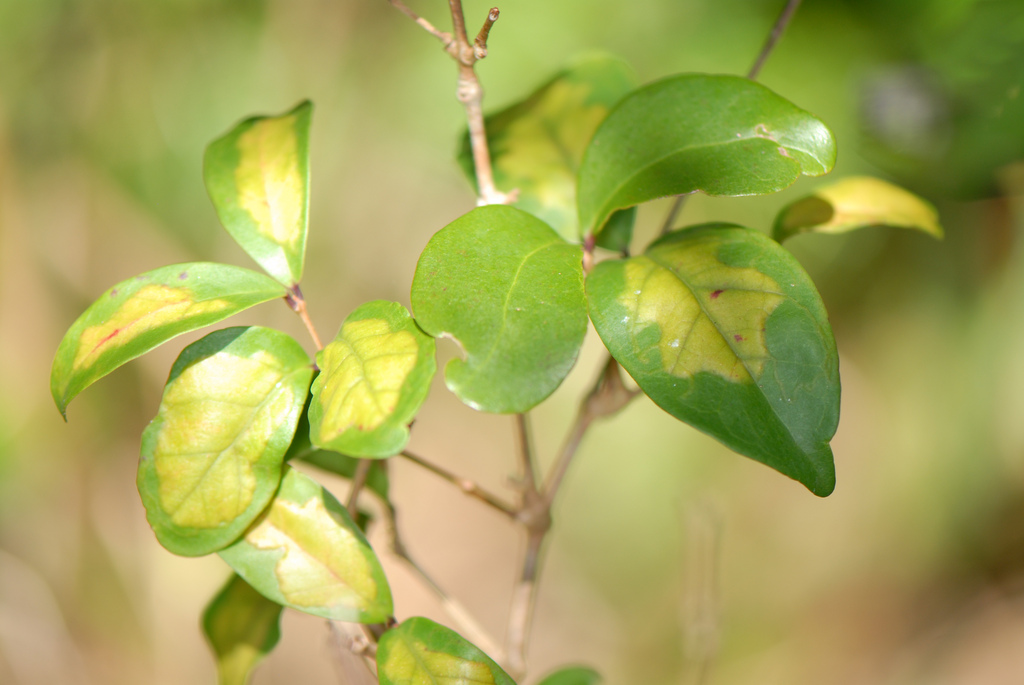